# Sauvagnat
Sauvagnat (auch Sauvagnat-près-Herment) ist eine französische Gemeinde mit 145 Einwohnern (Stand 1. Januar 2022) im Département Puy-de-Dôme in der Region Auvergne-Rhône-Alpes (vor 2016 Auvergne). Die Gemeinde gehört zum Arrondissement Riom (bis 2017 Clermont-Ferrand) und zum Kanton Saint-Ours (bis 2015 Herment). 

## Lage
Sauvagnat liegt etwa 38 Kilometer westlich von Clermont-Ferrand in der alten Kulturlandschaft der Combrailles. Umgeben wird Sauvagnat von den Nachbargemeinden Saint-Étienne-des-Champs im Norden und Nordwesten, Puy-Saint-Gulmier im Norden, Prondines im Osten, Tortebesse im Südosten, Briffons im Süden, Saint-Germain-près-Herment im Südwesten, Herment im Westen sowie Verneugheol im Westen und Nordwesten.
Im Gemeindegebiet liegt ein Flugplatz für Ultraleichtflieger (La Rochette-Sauvagnat).

## Weblinks

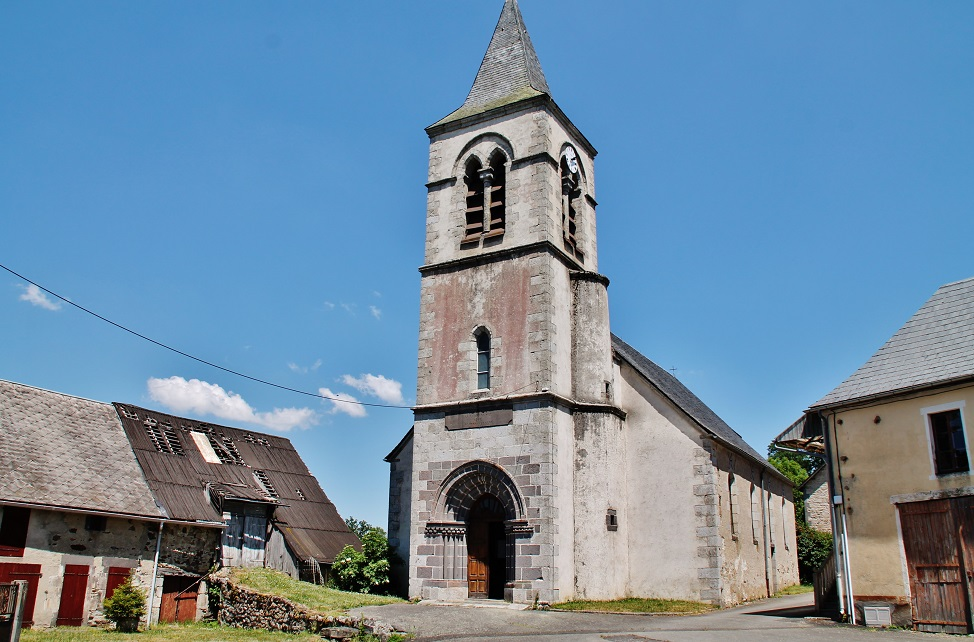
Kirche Saint-Gervais

## Bevölkerungsentwicklung
| Jahr                       | 1962 | 1968 | 1975 | 1982 | 1990 | 1999 | 2006 | 2013 |
| Einwohner                  | 387  | 353  | 288  | 236  | 206  | 167  | 145  | 134  |
| Quellen: Cassini und INSEE |      |      |      |      |      |      |      |      |

## Sehenswürdigkeiten
- Kirche Saint-Gervais